# Kosteletzkya grantii
Kosteletzkya grantii är en malvaväxtart som först beskrevs av Maxwell Tylden Masters, och fick sitt nu gällande namn av Christian August Friedrich Garcke. Kosteletzkya grantii ingår i släktet Kosteletzkya och familjen malvaväxter. Inga underarter finns listade i Catalogue of Life.